# Bazoches-sur-Guyonne
Bazoches-sur-Guyonne település Franciaországban, Yvelines megyében. Lakosainak száma 697 fő (2022. január 1.). Bazoches-sur-Guyonne Mareil-le-Guyon, Méré, Les Mesnuls, Montfort-l’Amaury, Neauphle-le-Vieux, Saint-Rémy-l’Honoré és Le Tremblay-sur-Mauldre községekkel határos.

## Népesség
A település népességének változása:
| Lakosok száma | 562  | 586  | 615  | 621  | 627  | 641  | 650  | 674  | 697  |
|               | 2013 | 2015 | 2016 | 2017 | 2018 | 2019 | 2020 | 2021 | 2022 |